# Igreja Presbiteriana Reformada do Brasil
Para outras denominações com nomes semelhantes, veja a desambiguação em Igreja Presbiteriana Reformada.
A Igreja Presbiteriana Reformada do Brasil é uma denominação presbiteriana fundada em 31 de outubro de 2000, pelo Rev. Joacir Emerick Eler e ex-membros da Igreja Presbiteriana do Brasil, em Caratinga, Minas Gerais.
A partir do trabalho de plantação de igrejas, a denominação se espalhou por diversas cidades do Estado.
Em Caratinga, a igreja é conhecida pelo seu trabalho social, como a prevenção do uso de drogas entre os jovens.. 
Além de Caratinga, outras cidades nas quais a denominação tem igrejas ou congregações são: Santa Bárbara, Santa Rita de Minas e Santa Margarida.